# Igreja de Nossa Senhora da Esperança (Ribeirinha)

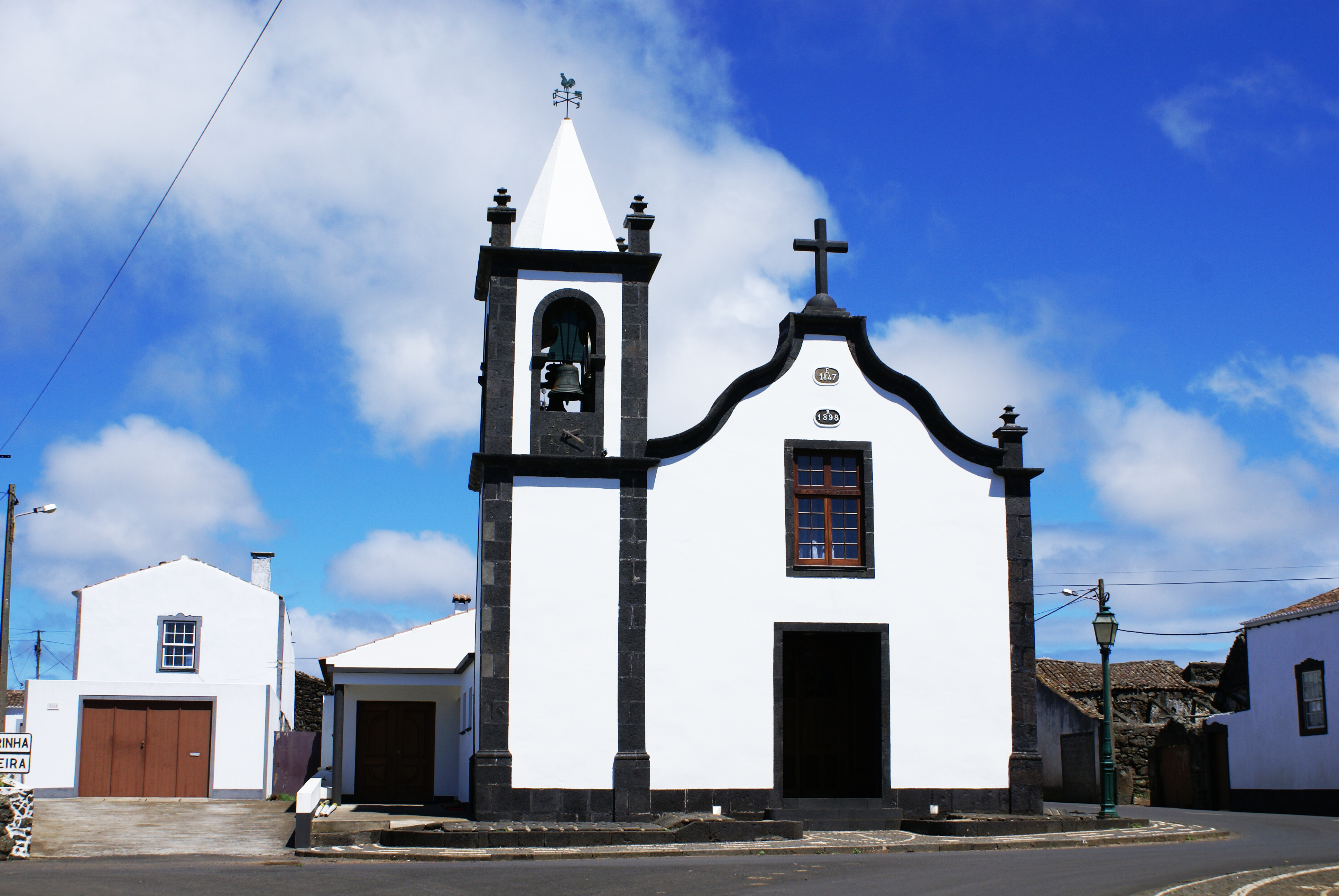
Igreja de Nossa Senhora da Esperança, fachada

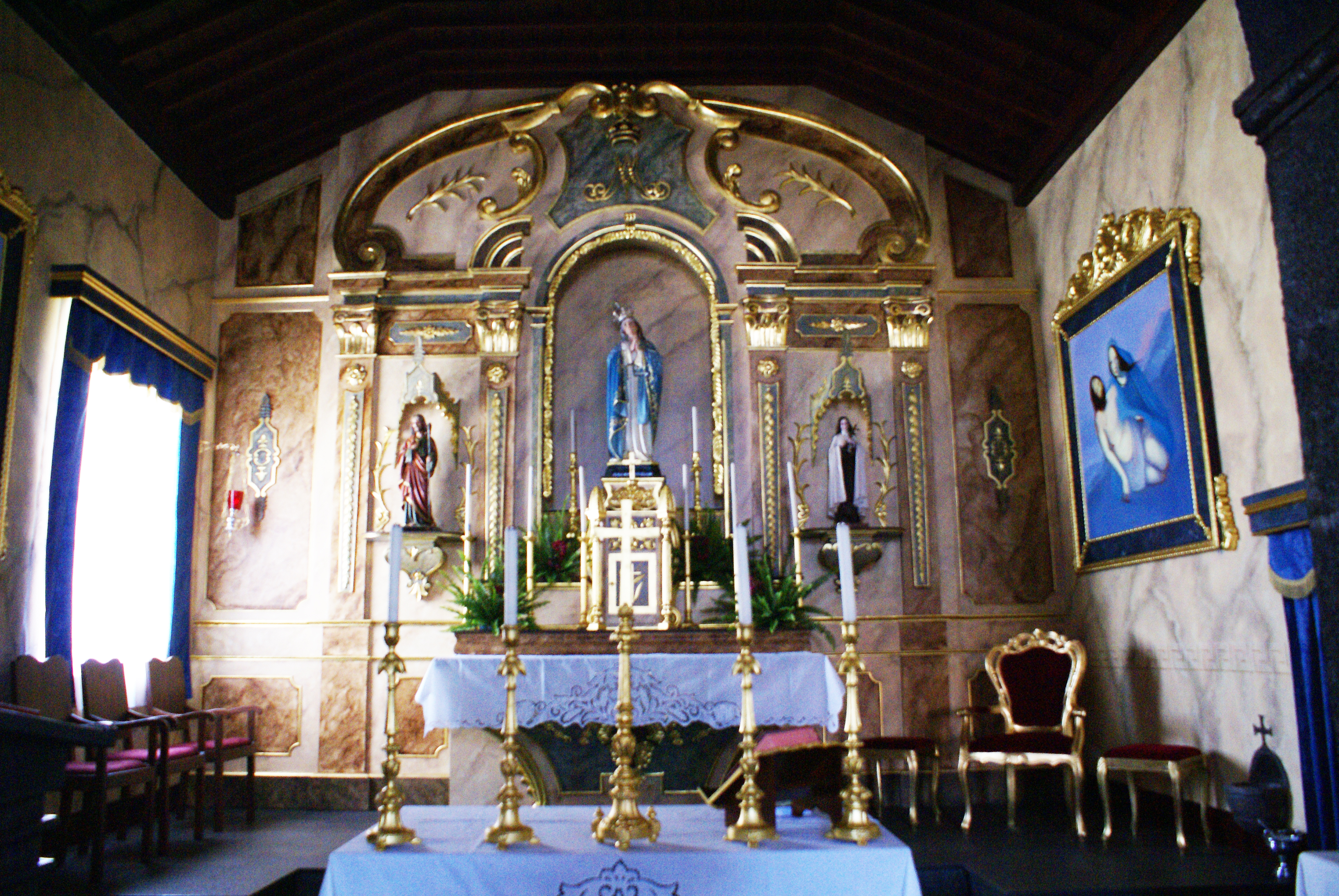
Igreja de Nossa Senhora da Esperança, altar mor

A Igreja de Nossa Senhora da Esperança é um templo cristão português que se localiza na aldeia da Ribeirinha, concelho de Santa Cruz da Graciosa, ilha Graciosa, Açores, Portugal.
Este templo cuja construção recua a 1847 foi ampliada em 1898. Recentemente foi sujeita a obras de restauro, manutenção e grandes melhoramentos.